# HD 113337
HD 113337 eller LDS 2662 A, är primärstjärna i dubbelstjärnan LDS 2662  i den mellersta delen av stjärnbilden Draken. Den har en skenbar magnitud av ca 6,03 och är mycket svagt synlig för blotta ögat där ljusföroreningar ej förekommer.   Baserat på parallax enligt Gaia Data Release 2 på ca 27,6 mas, beräknas den befinna sig på ett avstånd på ca 118 ljusår (ca 36 parsek) från solen. Den rör sig närmare solen med en heliocentrisk radialhastighet på ca -16 km/s.

## Egenskaper
Primärstjärnan HD 113337 är en gul till vit stjärna i huvudserien av spektralklass F6 V och är extremt ung och lätt anrikad med tyngre element med ett överskott av omkring 15 procent jämfört med solen. Den har en massa som är ca 1,5 solmassor, en radie som är ca 1,5 solradier och har ca 4,3 gånger solens utstrålning av energi från dess fotosfär vid en effektiv temperatur av ca 6 800 K. Stjärnan är omgiven av en stoftskiva som upptäcktes av Herschel Space Observatory och lutningen hos skivans plan är sannolikt förskjuten relativt planetbanorna med 17-32°. Den effektiva temperaturen hos skivan är 55 K.
Förekomsten av en följeslagare kallad LDS 2662 B eller LSPM J1301+6337, upptäcktes 2001 och bekräftades 2007 vara bunden till primärstjärnan. Ursprungligen antogs den vara en enda röd dvärgstjärna, men 2012 observerades att följeslagaren faktiskt är ett par nästan identiska röda dvärgar, av spektralklass M3.5, som kretsar runt varandra på ett avstånd av 7,2 ± 2,6 AE, med en omloppsperiod på 39 år.
Möjligheten för andra följeslagare nära primärstjärnan uteslöts genom en undersökning 2016, inom en beräknad separation över 5 bågsekunder (181 AE).

## Planetsystem
År 2013 upptäcktes med metoden med mätning av radiell hastighet en superjupiterplanet, HD 113337 b, på en excentrisk bana runt HD 113337. En annan jätteplanet eller eventuellt brun dvärg hade misstänkts sedan 2018, med förekomsten av HD-113337 c bekräftade 2019.
| Planet | Massa       | Halv storaxel (AE) | Siderisk omloppstid (d) | Excentricitet | Inklination | Radie |
| ------ | ----------- | ------------------ | ----------------------- | ------------- | ----------- | ----- |
| b      | 7+4 −2 MJ   | 1,03 ± 0,02        | 323,4 ± 0,8             | 0,36 ± 0,03   | -           | -     |
| c      | 16+10 −3 MJ | 4,80 ± 0,23        | 3 264,7 ± 134,0         | 0,18 ± 0,04   | -           | -     |